# Szyling kenijski
Szyling kenijski – waluta używana na terenie Kenii. Dzieli się na 100 centów. Skrót nazwy to KES. Szyling jest walutą od 1963 roku, czyli od uzyskania niepodległości.

## Przypisy

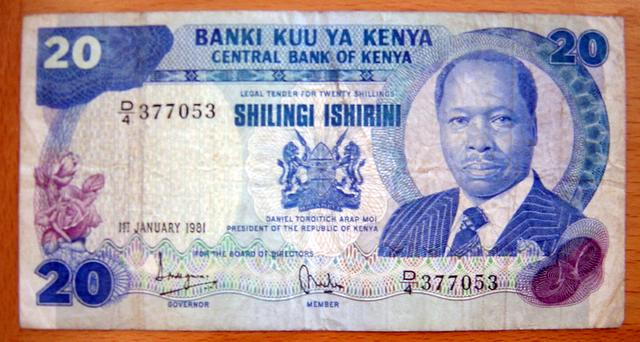
Banknot 20 szylingów kenijskich (1981)